# Melanie Weisner
Melanie Weisner (* 30. September 1986 in Houston, Texas) ist eine professionelle US-amerikanische Pokerspielerin.

## Persönliches
Weisner machte einen Bachelorabschluss in Musikwissenschaften an der New York University. Sie wirkt bei der Radiosendung Cold Call des Senders NWP Radio mit. Weisner lebt in New York City.

## Pokerkarriere
Weisner lernte Poker von ihrem Bruder. Von Juli 2006 bis Oktober 2016 spielte sie auf der Onlinepoker-Plattform PokerStars unter dem Nickname Callisto 5 und erspielte sich mit Turnierpoker mehr als 750.000 US-Dollar.
Ihre erste Geldplatzierung bei einem Live-Turnier erzielte Weisner im November 2009 in Atlantic City bei einem Turnier der Variante No Limit Hold’em. Ende April 2010 kam sie zum ersten Mal beim Main Event der European Poker Tour (EPT) ins Geld und erhielt für ihren 71. Platz ein Preisgeld von 25.000 Euro. Wenige Tage später gewann sie das Women’s Event der EPT mit einer Siegprämie von 23.000 Euro. Im Juni 2010 war die Amerikanerin erstmals bei der World Series of Poker (WSOP) im Rio All-Suite Hotel and Casino am Las Vegas Strip erfolgreich und kam bei der Heads-Up Championship ins Geld. Mitte Dezember 2010 belegte sie beim EPT-Main-Event den zwölften Platz von 563 Spielern und wurde dafür mit 30.000 Euro ausbezahlt. Bei der WSOP 2011 erreichte sie fünfmal die Geldränge. Ihr bisher höchstes Preisgeld erspielte sie sich Ende April 2012, als sie sich bei der EPT in Monte-Carlo beim Heads-Up-Event nur Victoria Coren Mitchell geschlagen geben musste und für diesen Erfolg knapp 40.000 Euro erhielt. Bei der WSOP 2013 war Weisner erstmals beim Main Event erfolgreich und belegte dort den mit über 30.000 US-Dollar dotierten 301. Platz. Beim Main Event der WSOP 2016 erreichte sie den fünften Turniertag und beendete das Event auf dem 127. Platz, für den sie knapp 50.000 US-Dollar erhielt. Auch 2017 und 2018 erzielte die Amerikanerin jeweils eine Geldplatzierung beim WSOP-Main-Event. Seitdem blieben größere Turniererfolge aus.
Insgesamt hat sich Weisner mit Poker bei Live-Turnieren knapp eine Million US-Dollar erspielt.